# Tuhnice
Tuhnice (dříve Donice) je městská čtvrť Karlových Varů na pravém břehu Ohře.
Tuhnice je také název katastrálního území o rozloze 1,35 ha.
V katastrálním území Tuhnice leží čtyři základní sídelní jednotky Karlových Varů:
- Staré Tuhnice[4]
- Nové Tuhnice[5]
- Na Ohři[6]
- Pod lesem[7]

## Historie

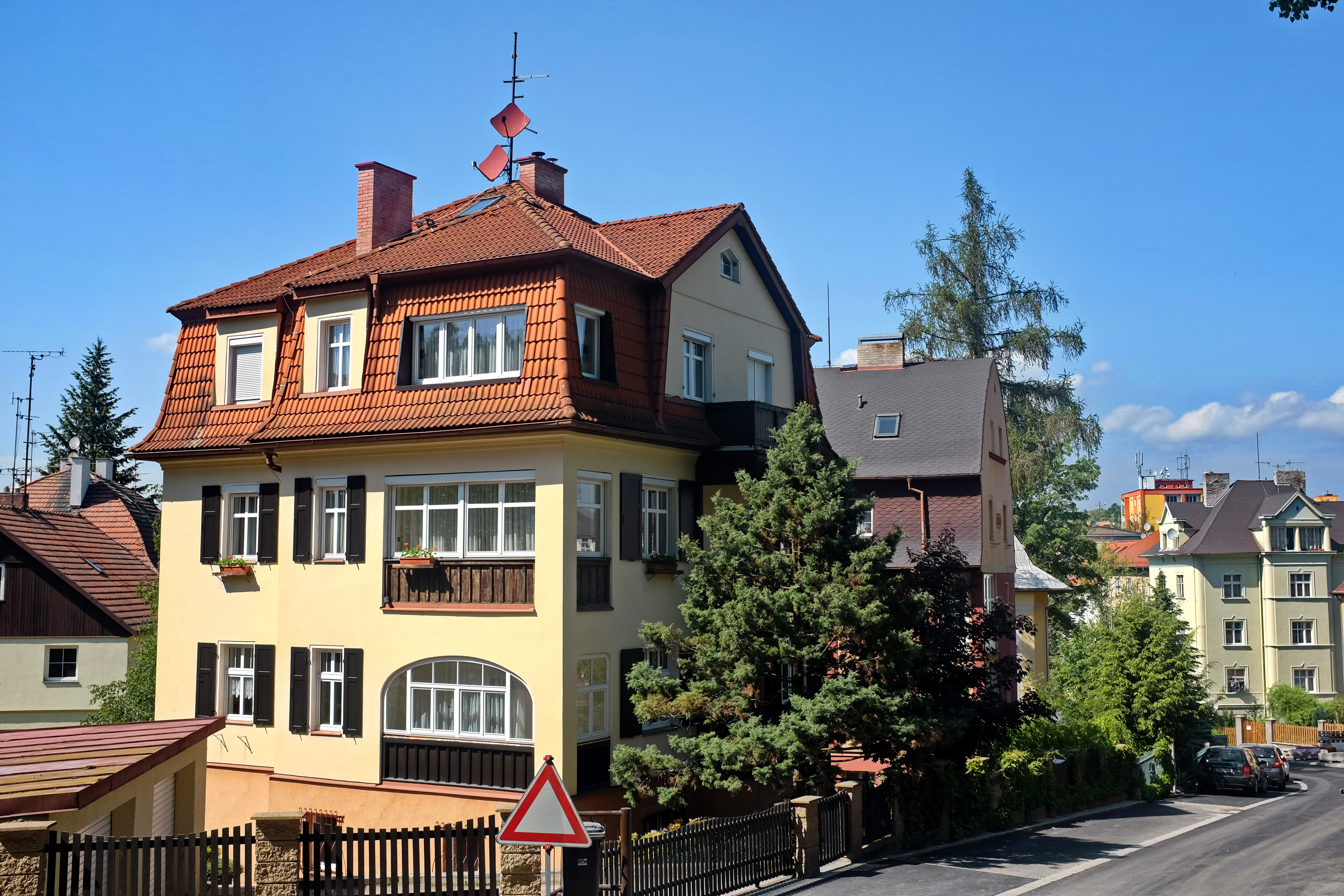
Vily v ulici Chelčického

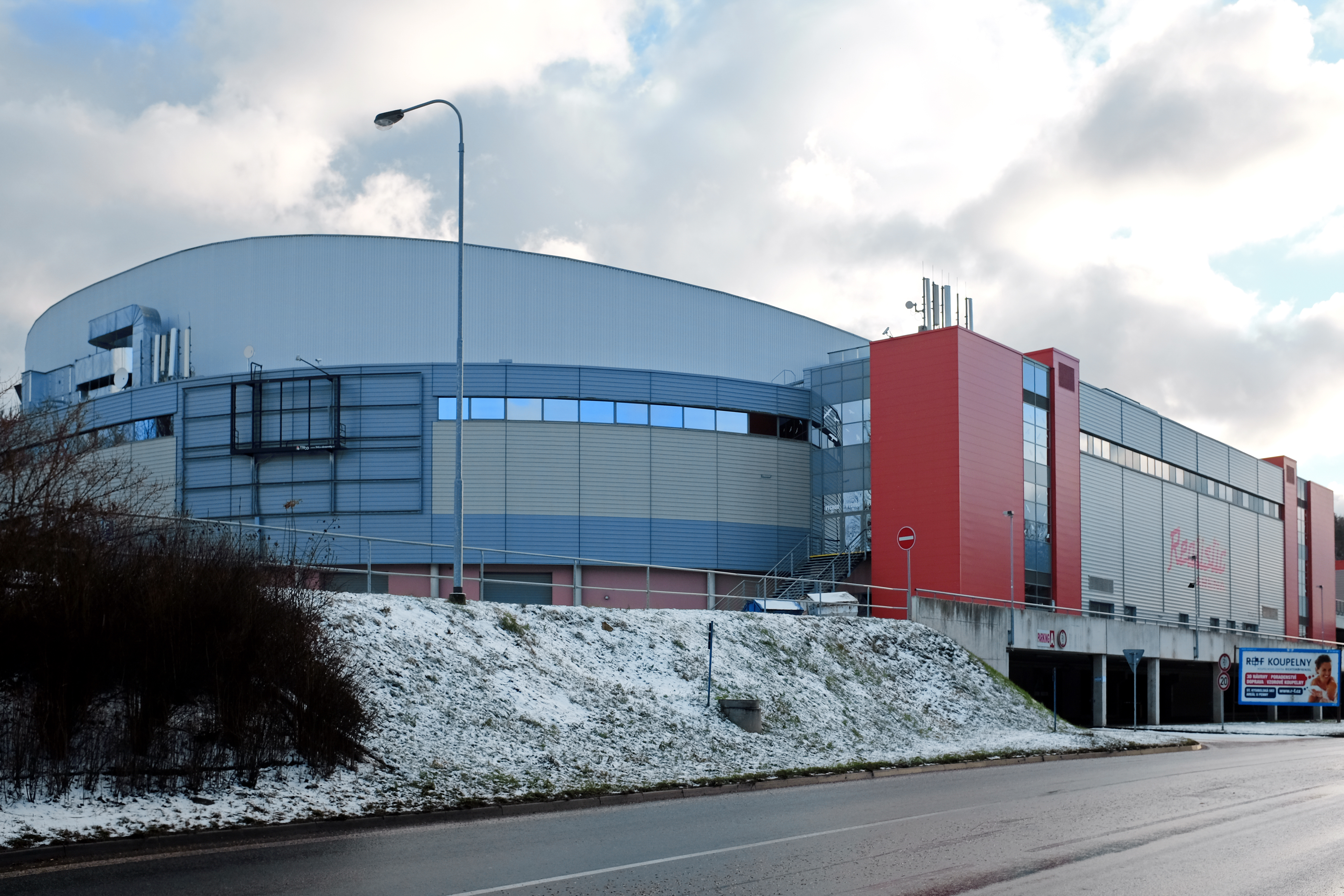
KV Arena

Nejstarší archeologické nálezy z Tuhnic pocházejí z doby bronzové. Roku 1883 byly při hromadném nálezu objeveny bronzové předměty. Podle původního názvu osady Tonitz, později Donitz se předpokládá, že prvními obyvateli byli Slované.
V 16. století byla vesnice lénem hradu Loket. Nejstarší z trojice listin, v nichž se vyskytuje název budoucích Tuhnic, je kupní smlouva z 12. prosince 1553, kdy město Karlovy Vary koupilo vesnici Tuhnice od Kryštofa z Gendorfu. Podle jiného dokumentu odkoupilo město Karlovy Vary roku 1493 dvě louky v Tuhnicích od Hanse Rubendunsta. Třetí listinou z 11. dubna 1564 bylo povoleno vystavět v Tuhnicích městský hospodářský dvůr. Ve vsi existovala zřejmě v 15. století tvrz, zmíněná v kronice z roku 1582. Císař Rudolf II. změnil loketské lenní statky, včetně Tuhnic, na svobodné, dědičné statky. Ve farním archivu kostela svatého Urbana jsou Tuhnice zmíněny v 16. století. Tuhnice neměly vlastní hřbitov a pohřbívalo se na hřbitově u tohoto kostela.
Protože Karlovy Vary byly za třicetileté války osvobozeny od povinnosti ubytovávat vojáky, odnášely to Tuhnice a další karlovarské periferie, které byly drancovány a pleněny. Rovněž za napoleonských válek prošlo Tuhnicemi mnoho vojsk. Tábořili zde vojáci ruských, pruských a rakouských armád.
Před získáním samostatnosti řídili Tuhnice karlovarští rychtáři. Roku 1794 byla zahájena výstavba Nových Tuhnic a vesnice se tak protáhla směrem k Doubí.

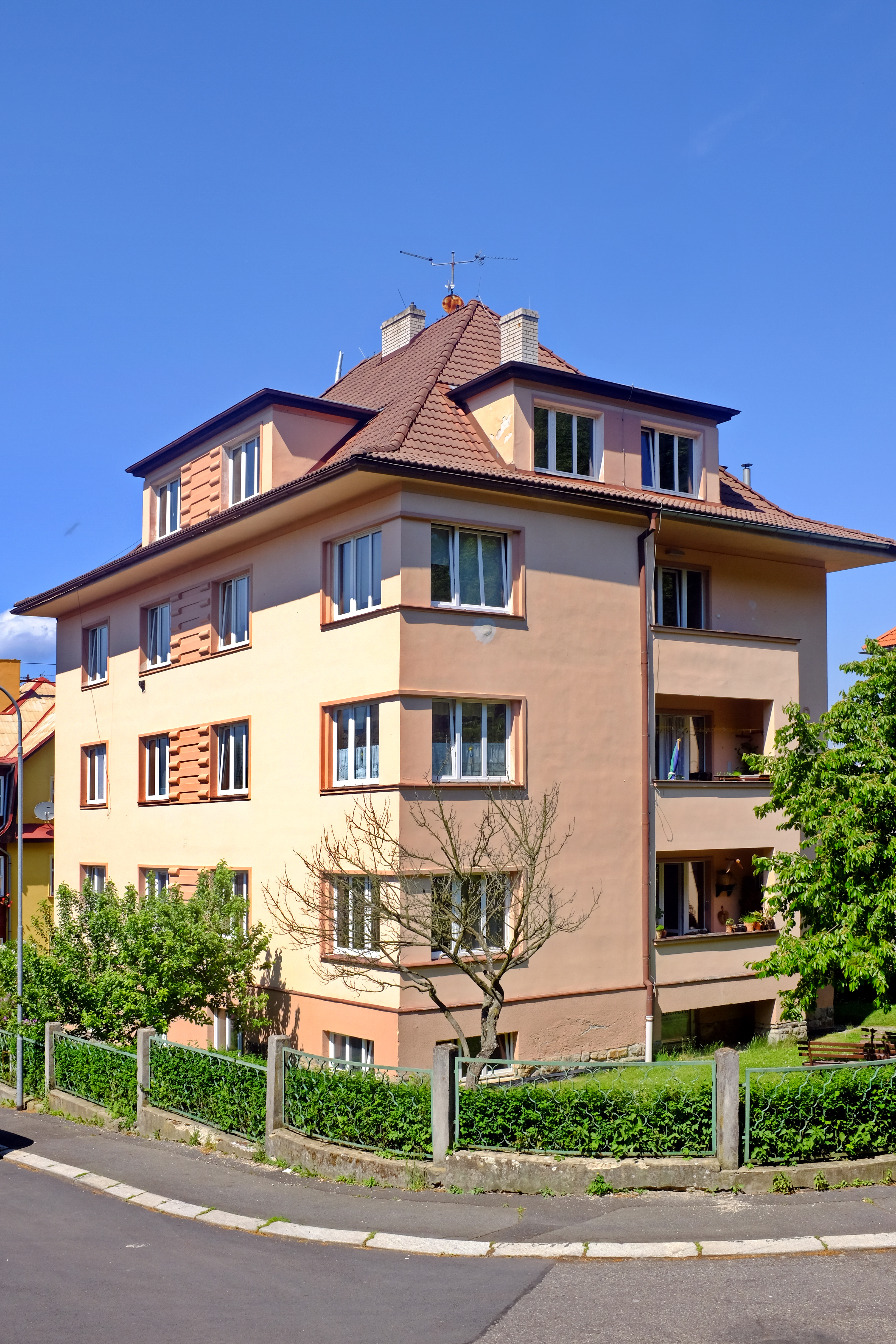
Vila v ulici Vrázova

Výstavba lázeňských objektů potřebovala stavební materiál, zejména cihly. Proto byla v Tuhnicích postavena už před rokem 1819 cihelna. Využívala jíly z lokality pod lesem. Vytěžený prostor byl později zavezen rašelinou, používanou k procedurám v lázních.
Tuhnice získaly samostatnost na základě zákona o obcích ze 17. března 1849. Koncem 19. století byla v meandru Ohře vybudována vodárna, elektrárna a plynárna. Roku 1898 byla uvedena do provozu železniční trať do Mariánských Lázní, která rozdělila Tuhnice na dvě části. Zároveň poskytla nová železnice zaměstnání pro mnoho lidí, kteří pracovali ve zdejším depu a výtopně. Vedle toho bylo v Tuhnicích sídlo i Karlovarské omnibusové společnosti, vlastnící velké autodílny a garáže.

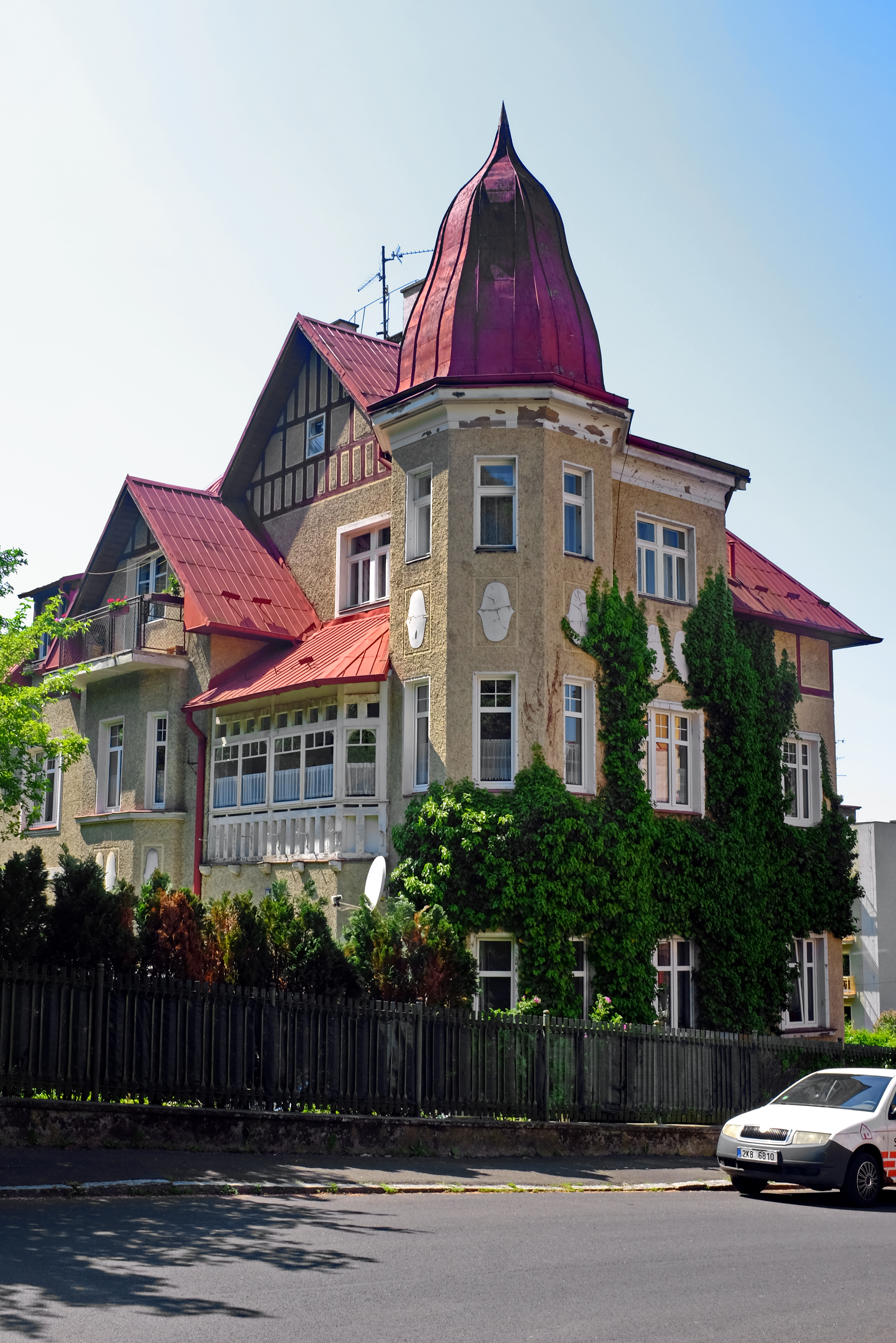
Vila v ulici Brožíkova

Po roce 1920 zažádaly Tuhnice o připojení ke Karlovým Varům. Karlovy Vary měly o připojení zájem kvůli volným stavebním parcelám v Tuhnicích. Karlovarští zastupitelé proto 11. června 1927 návrh schválili. Teprve po pěti měsících udělila zemská správa souhlas a 1. ledna 1928 byly Tuhnice definitivně připojeny ke Karlovým Varům. V Tuhnicích si začali stavět své rodinné domy významné karlovarské rodiny. Mezi nejhonosnější patří vila Nürburg, kterou vlastnila rodina Theodora Puppa, spolumajitele hotelu Pupp.
V Tuhnicích byla většina obyvatel německé národnosti. Až do roku 1937 bylo soužití Čechů a Němců v Tuhnicích bezproblémové. Pak se vztahy obou národností prudce zhoršily, přibývalo konfliktů. V důsledku postoupení Sudet po Mnichovské dohodě museli Češi v říjnu 1938 odejít. Územní reorganizací 1. července 1939 připojením okolních obcí vznikly tzv. Velké Karlovy Vary s celkovým počtem 54 900 obyvatel.
Koncem druhé světové války se Tuhnice změnily v trosky. Dne 19. dubna 1945 došlo k náletu na Karlovy Vary. Bylo nasazeno 87 amerických bombardérů B 17, které shodily 170 tun trhavých a 60 tun zápalných bomb. Jedním ze strategických cílů bylo lokomotivní depo s dílnami v Tuhnicích. Přesně dvě minuty po poledni začaly z výšky 5200 metrů padat první bomby a po sedmi minutách dopadly poslední. Výsledek znamenal pro Tuhnice pohromu. Depo a dílny, včetně lokomotiv, byly naprosto zničeny, v blízké plynárně zasáhly bomby jeden ze tří plynojemů. Zcela zničeno bylo 56 domů, mnoho dalších poškozeno.
Po náletu zde zůstal kráter vedle kráteru. Tato část Tuhnic po stržení trosek zcela zmizela z mapy. Následné demolice zbytků domů se prováděly odstřelem. Místní Němci se museli až do odsunu podílet na odklízení trosek.
Připomínkou vybombardovaného železničního depa je mohutná vrba, která zde pravděpodobně rostla už okolo roku 1898, kdy se depo stavělo. K vrbě byla v roce 2018 umístěna informační tabule, která popisuje historii místa a osud stromu.

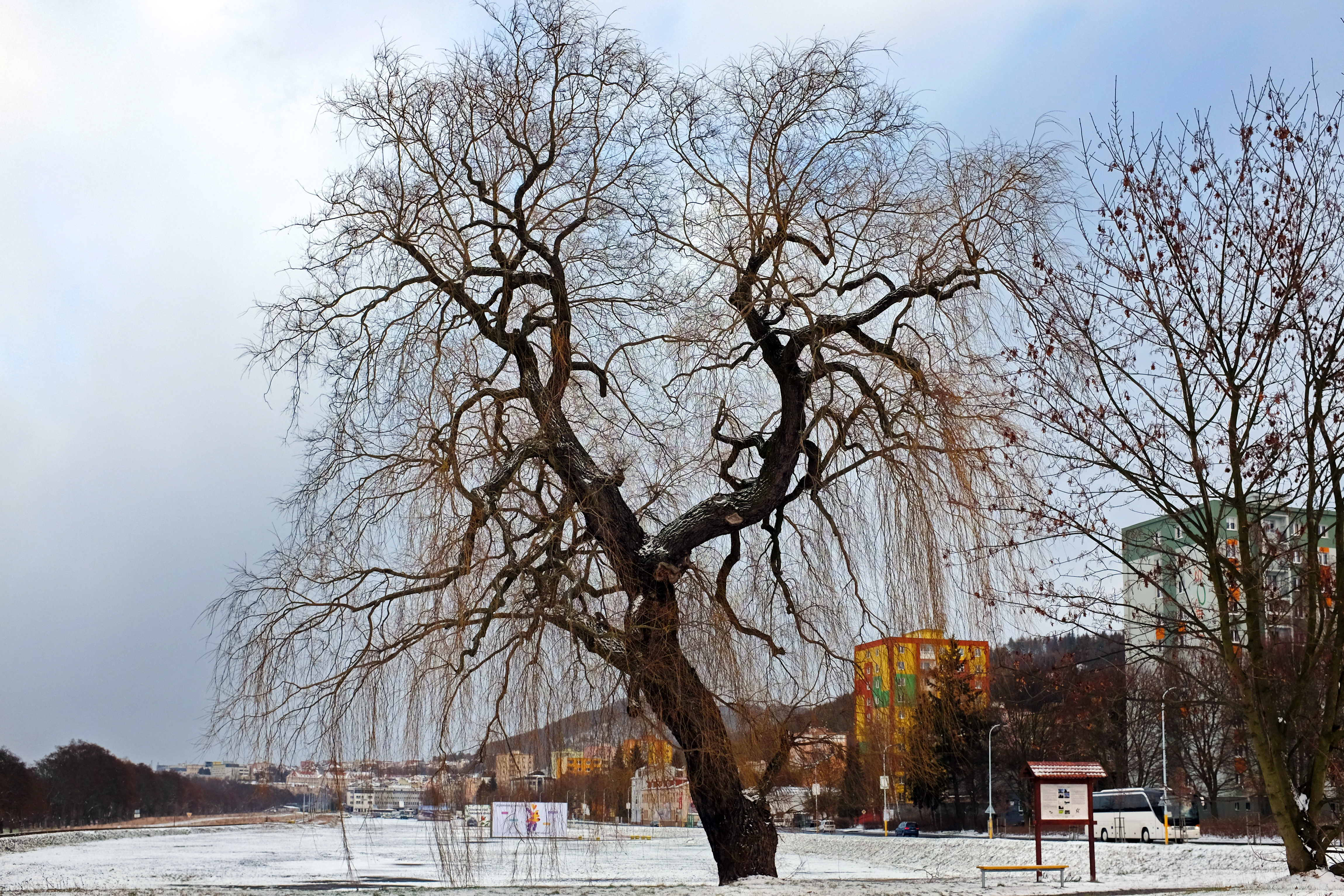
Tuhnická vrba

Zničena byla pseudogotická kaple Nanebevzetí Panny Marie, postavená v letech 1888–1891, v níž se každou neděli sloužily bohoslužby. Její trosky stály až do počátku 50. let 20. století, kdy byla kaple nakonec stržena.
Na místě vybombardované části Tuhnic bylo postaveno sídliště zvané Krymská. Koncem 50. let 20. století byl v Tuhnicích postaven stadion Závodu míru, v současnosti (2019) zdevastovaný. Nedaleko od stadionu byl v roce 2009 vybudován multifunkční komplex KV Arena (v roce 2018 přejmenovaný na Realistic arena), v roce 2012 přibyl objekt krytého bazénové centra.

## Přírodní poměry

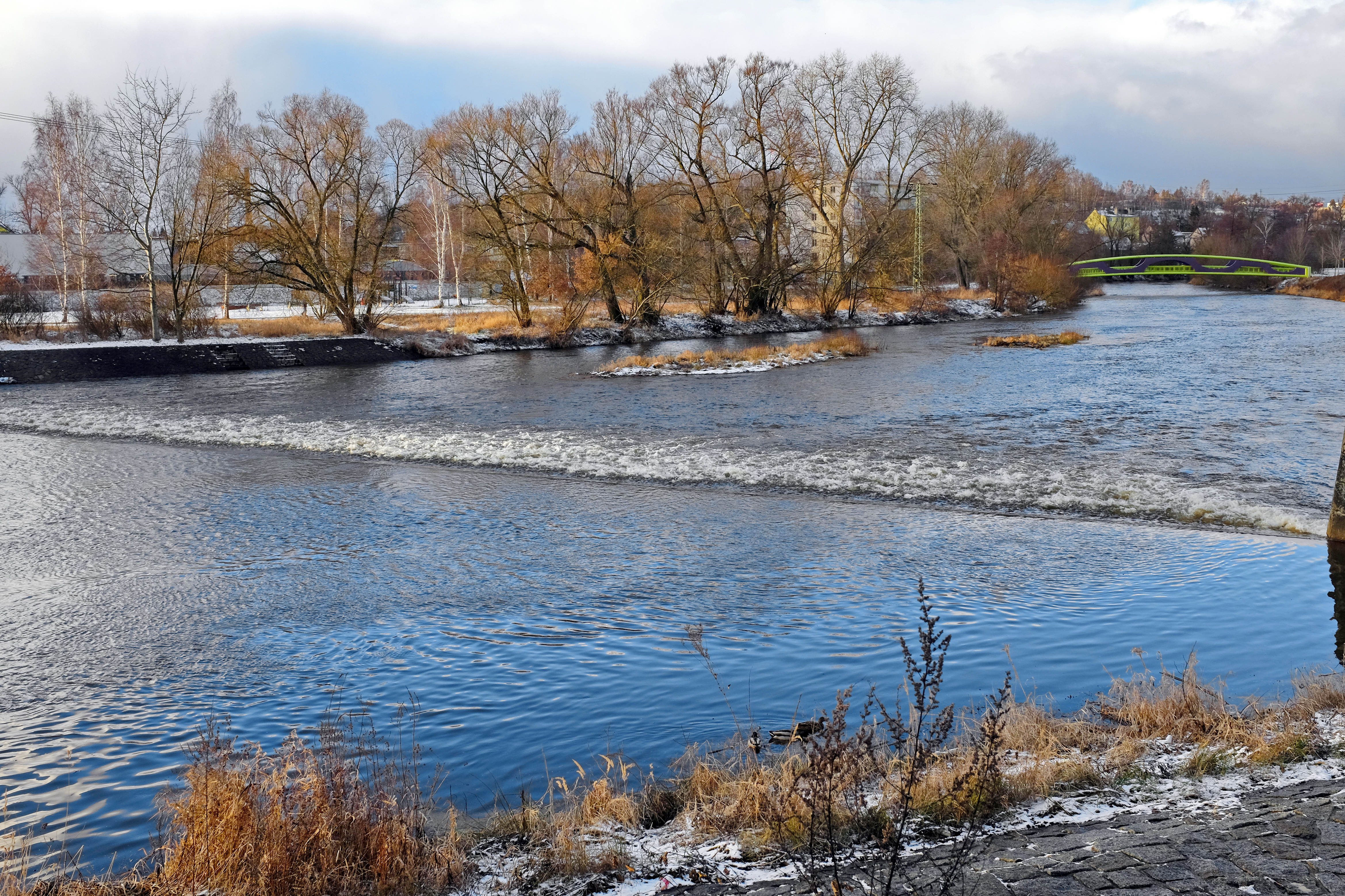
Ohře a Tuhnický jez

Z geomorfologického hlediska leží Tuhnice v geomorfologickém celku Sokolovská pánev, malá částečně zalesněná část území na jihu ve Slavkovském lese. Severním okrajem území protéká Ohře, na které byl při ohybu řeky vybudován Tuhnický jez. V zástavbě Tuhnic rostou památné stromy Tuhnické lípy a významný strom Tuhnická vrba.

## Obyvatelstvo
Při sčítání lidu v roce 1921 zde žilo 2 619 obyvatel, z nichž bylo 103 Čechoslováků, 2 460 Němců, dva Židé a 54 cizinců. K římskokatolické církvi se hlásilo 2 490 obyvatel, k evangelické církvi 57 obyvatel, k československé církvi tři obyvatelé, k izraelské 48 obyvatel a 21 bylo bez vyznání.
| Rok            | 1869 | 1880  | 1890  | 1900  | 1910  | 1921  | 1930  | 1950 | 1961 | 1970  | 1980  | 1991  | 2001  | 2011  |
| -------------- | ---- | ----- | ----- | ----- | ----- | ----- | ----- | ---- | ---- | ----- | ----- | ----- | ----- | ----- |
| Počet obyvatel | 596  | 1 188 | 1 192 | 1 780 | 2 676 | 2 619 | 3 686 | -    | -    | 6 524 | 5 943 | 5 056 | 4 676 | 4 238 |
| Počet domů     | 52   | 77    | 77    | 110   | 127   | 139   | 203   | -    | -    | 265   | 273   | 274   | 280   | 284   |

## Doprava

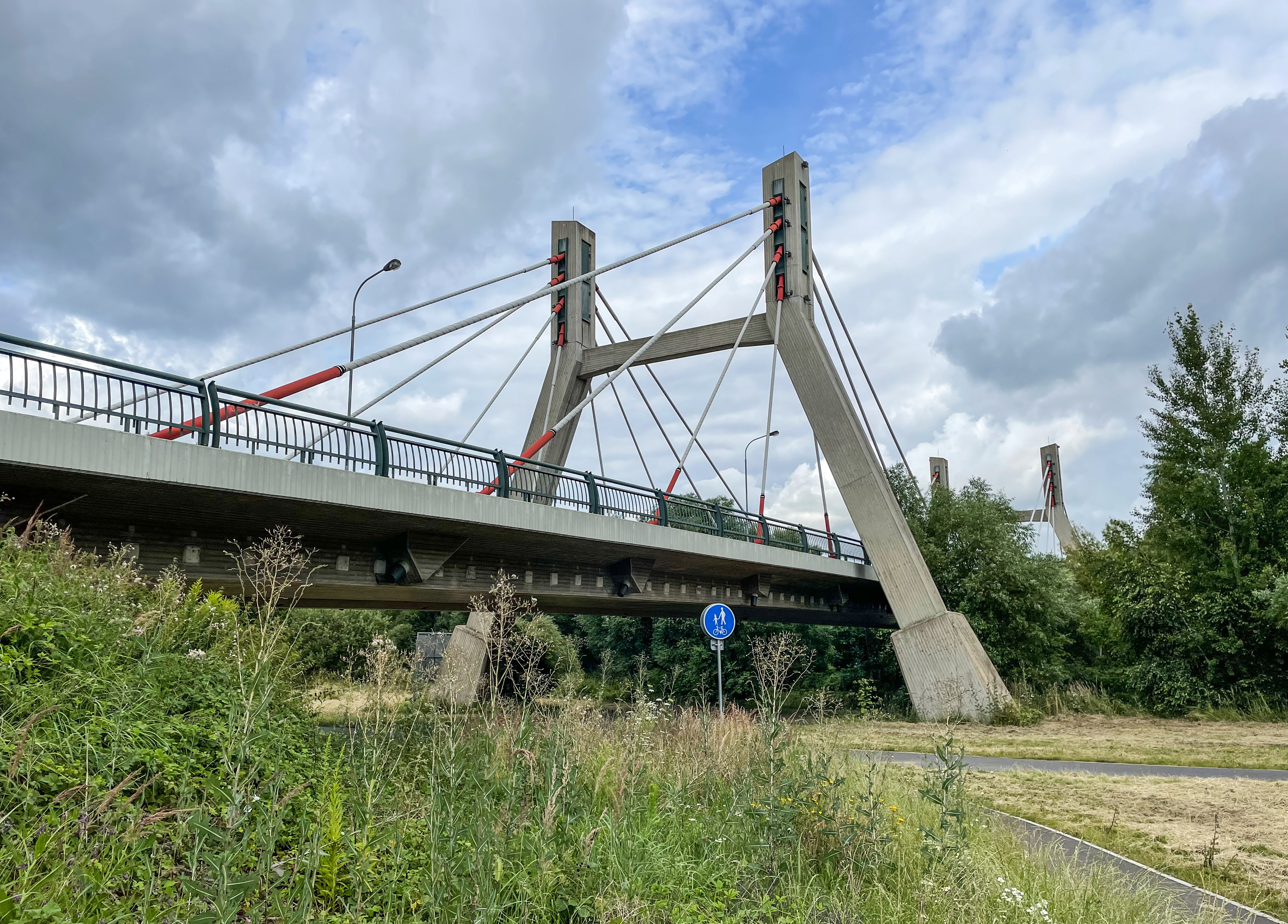
Tuhnický most

Tuhnicemi prochází železniční trať Karlovy Vary – Mariánské Lázně. Na této trati byla v Tuhnicích v prosinci 2020 uvedena do provozu železniční zastávka Karlovy Vary-Aréna.
Nachází se zde zavěšený silniční most přes Ohři, spojující Tuhnice a Rybáře s napojením na průtah Karlovými Vary a návazně na dálnici D6. Další silniční most přes Ohři spojuje Tuhnice s Dvory.